# Parabezzia alexanderi
Parabezzia alexanderi är en tvåvingeart som beskrevs av Wirth 1965. Parabezzia alexanderi ingår i släktet Parabezzia och familjen svidknott. Inga underarter finns listade i Catalogue of Life.